# Universitário (Coronel Fabriciano)
Universitário é um bairro do município brasileiro de Coronel Fabriciano, no interior do estado de Minas Gerais. Localiza-se no distrito-sede, estando situado no Setor 2. Segundo o censo demográfico de 2022, realizado pelo Instituto Brasileiro de Geografia e Estatística (IBGE), sua população era de 803 habitantes e havia 322 domicílios particulares permanentes ocupados.
De acordo com o IBGE, em 2010 a população era de 815 habitantes e havia 321 domicílios particulares.
Nesse bairro se encontra o campus principal do Centro Universitário Católica do Leste de Minas Gerais, mais conhecido como Unileste. Trata-se de um dos principais centros universitários do leste mineiro. A área do bairro é cortada pelo ribeirão Caladinho, que é canalizado ao longo do trecho que passa pelo interior da universidade.

## História
Após a fundação do Unileste, ocorrida em 1969, houve um projeto de construção de uma "cooperativa habitacional", coordenado pelo padre José Maria de Man, fundador da universidade. As obras foram iniciadas em 1970 e tiveram apoio do Banco Nacional da Habitação (BNH), sendo entregues em 1972. A intenção era servir de moradia aos alunos do centro universitário, enquanto que o bairro dos Professores foi destinado aos professores e funcionários da instituição.
O projeto previa a entrega de 300 residências populares e padronizadas, denominadas casas geminadas, no entanto apenas 160 moradias foram terminadas. O lugar situava-se em um terreno montanhoso, localizado ao lado da instituição, e houve necessidade de um processo de terraplenagem para corrigir sua irregularidade.

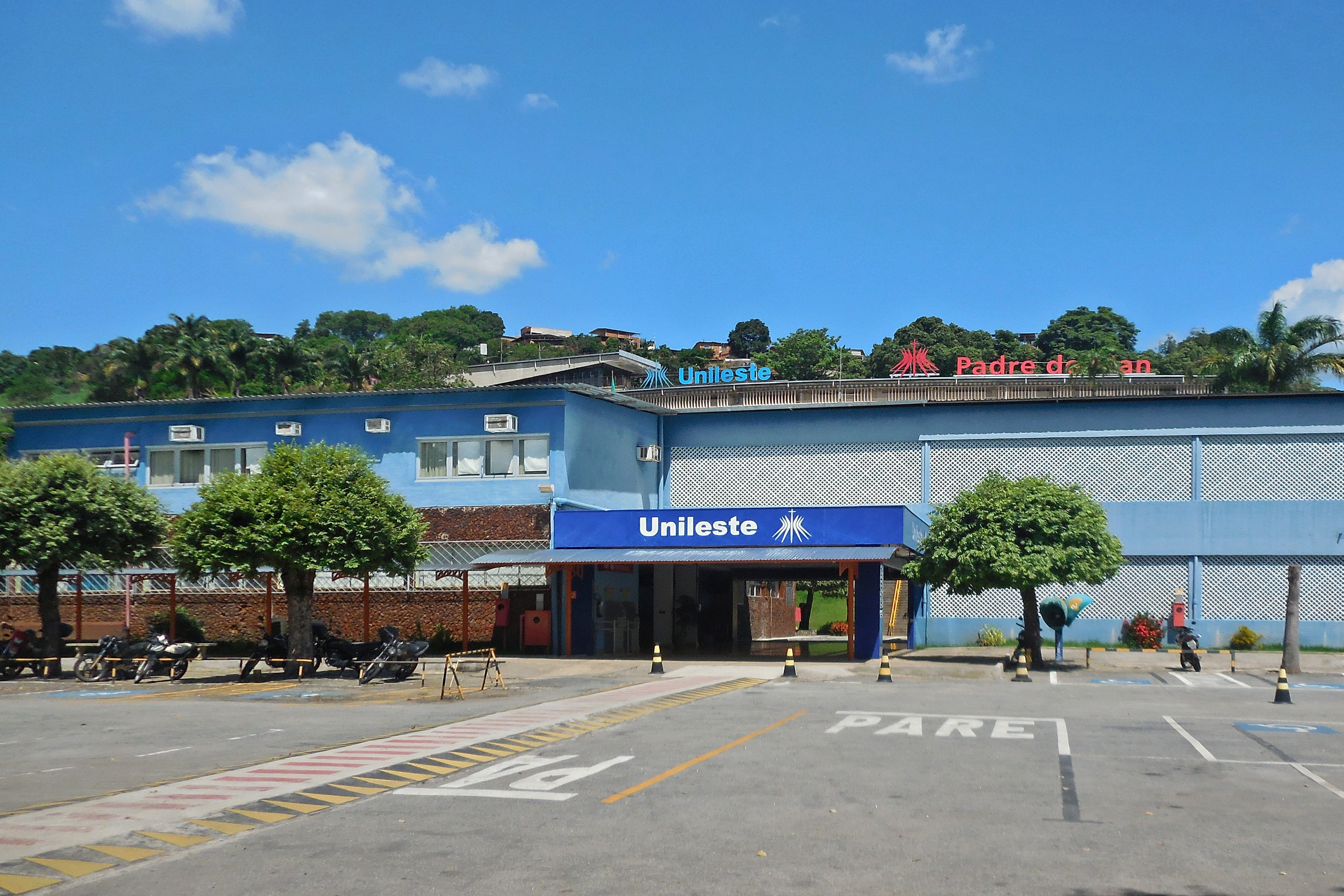
Vista do Unileste
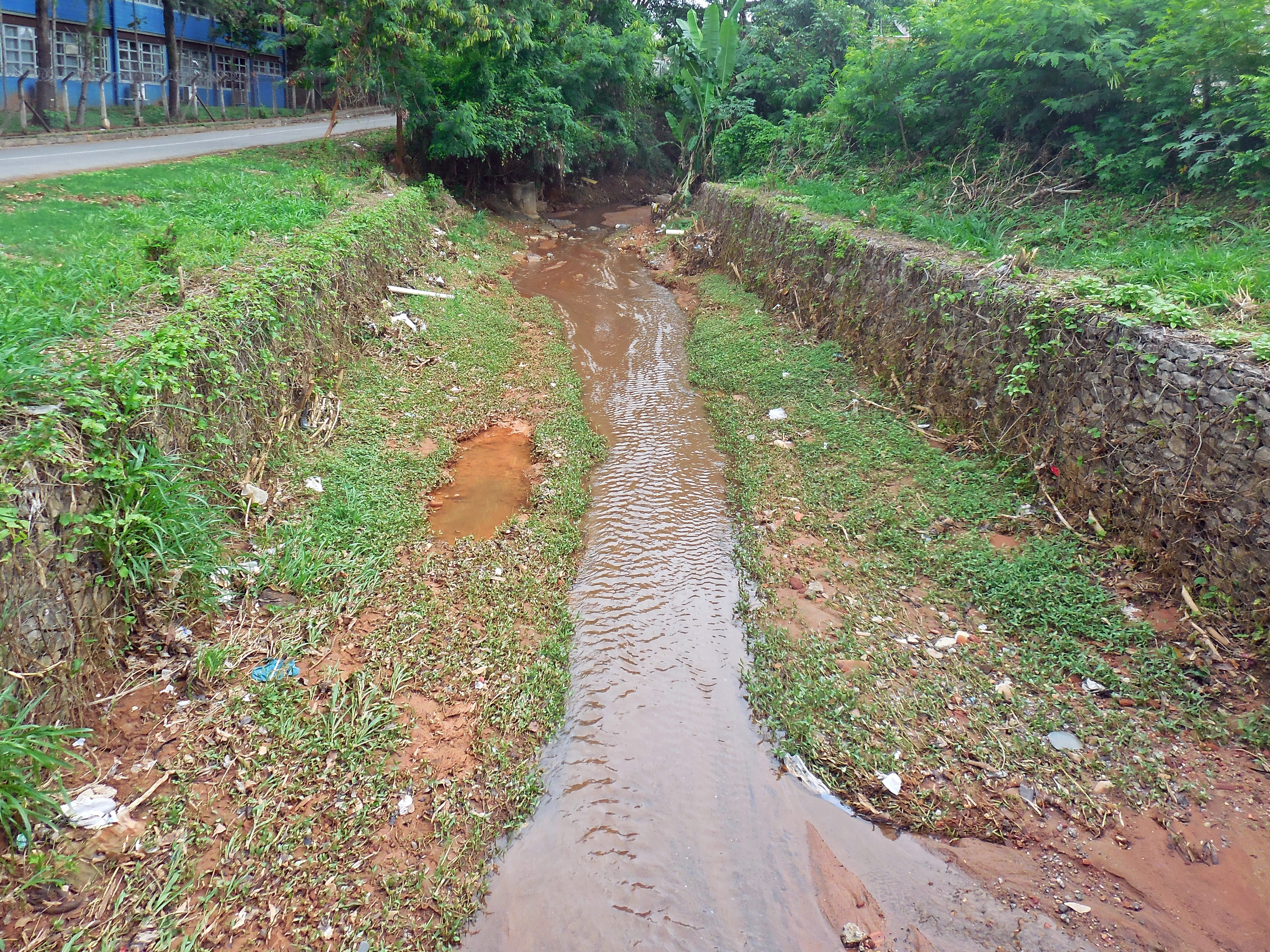
Ribeirão Caladinho no bairro Universitário
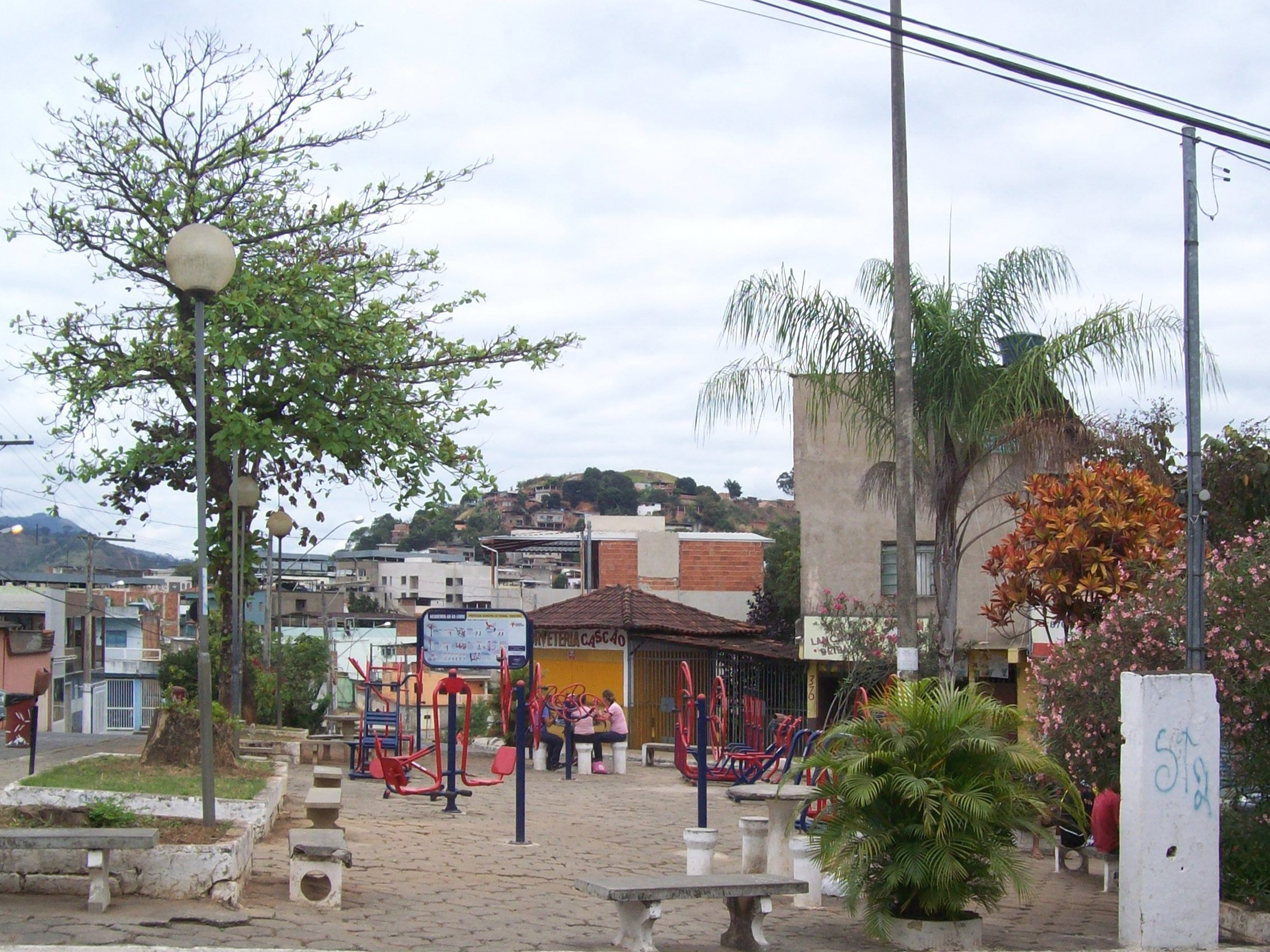
Praça Padre José Maria de Man